# Jean Calmeyn
Jhr. Jean André François Marie Ghislain Calmeyn (Drogenbos, 12 januari 1933 − Halle, 28 november 2004) was burgemeester van Drogenbos.

## Biografie
Calmeyn was een telg uit het geslacht Calmeyn en een zoon van jhr. Frédéric Calmeyn (1885-1957) en de Amerikaanse Catherine MacEvoy (1894-1977). Hij behaalde een licentiaat in de handels- en financiële wetenschappen aan de UCL.
Zijn familie is eigenaresse van het domein met het kasteel van Drogenbos. Vanaf 1965 tot zijn overlijden was hij burgemeester van Drogenbos (nadat hij de zes jaren daarvoor er schepen was geweest), hetgeen zijn oom jhr. Pierre Calmeyn (1890-1945) eveneens voor hem geweest was. Hij was tevens Brabants provincieraadslid.
Calmeyn trouwde in 1967 met Monique barones Cogels (1942), telg uit het geslacht Cogels met wie hij zes kinderen kreeg. Een van hen is jhr. Alexis Calmeyn (1973), sinds 2007 burgemeester van Drogenbos.